# 亨利·帕德
亨利·尤金·帕德（法語：Henri Eugène Padé，1863年12月17日—1953年7月9日），法國數學家，因應用有理函數發展函數的帕德近似而聞名。

## 簡歷
享利·尤金·帕德於1863年12月17日在法國北部皮卡第大區首府亞眠鄰近的阿布維勒出生。他在家鄉上學，17歲時取得學士文憑；然後到巴黎聖路易中學（Lycée Saint-Louis）繼續接受高等教育。在那他花了兩年時間準備參加巴黎高等師範學院的入學考試。
1883年進入巴黎高師就讀，三年後於數學系畢業並開始擔任中學教職。在此期間他開始發表數學研究論文，而在 1888年有第一份出版品。1889年帕德前往德國繼續學術研究，他先到了萊比錫，然後前往哥廷根，向菲利克斯·克莱因和赫尔曼·阿曼杜斯·施瓦茨學習。隔年回到法國繼續在中學任教，同時在埃爾米特的指導下攻讀數學博士學位。1892年他向巴黎索邦大學遞交了博士論文《Sur la representation approchee d'une fonction par des fractions rationelles》。帕德於1892年6月21日辯護他的博士論文，而博士論文審核人是他的指導教授埃爾米特，以及埃米尔·皮卡和 Paul Appell。
帕德在其論文中首先系統地研究了現代稱之為帕德函數近似的理論，給出函數的近似冪級數。他證明了其整體架構，結果清楚地闡明了帕德函數近似和連分數之間的聯繫。雖然過去沒有像帕德以系統方式地研發理論，但這些想法已經存在了一段時間。丹尼尔·伯努利早在1730年就已經研究了帕德類型的近似，詹姆斯·斯特靈（James Stirling）在同一年發表的《Methodus》中給出了類似的差分法。大約同一時間，歐拉使用帕德類型的近似方法來尋找一級數的總和。1758年蘭伯特也發現了帕德類型的近似方法，但沒有發展出泛用的一般理論。第一個意識到帕德函數近似方法意義的人，似乎是拉格朗日；他在 1776年的一篇論文中，把函數與連分數聯繫起來；而這個方法繼續被許多數學家經常地使用，例如 Kummer在1837年使用帕德函數近似來求出收斂非常緩慢的級數和；1845年雅可比推導出一個關於函數近似的公式。由韋爾斯特拉斯在 1870年審核 Hankel 寫於 1861年的博士論文《Über eine besondere Classe der symmetrischen Determinanten》中出現了帕德函數近似；在二十年後费迪南德·格奥尔格·弗罗贝尼乌斯發現了他的發表論文中，更充分發展的近似之間的認同。
公平地說，這項工作是對帕德函數近似的第一次系統研究。在弗罗贝尼乌斯的貢獻之間，Darboux 則研究了指數函數的帕德函數近似；其他貢獻由 Laguerre和 Chebyshev提出。而帕德的指導教授埃爾米特在1873年的研究中，使用近似和連分數來證明常數 e 的超越性。
這些前人早期的工作成果，帕德預先知道多少並不很明顯，他似乎沒有意識到弗罗贝尼乌斯的貢獻。影響他最大的是指導教授埃爾米特，在那時已經發展出了關於有理函數插值的一般理論。帕德在他的博士論文中表明，在適當的定義中，帕德函數近似是所有有理函數的最佳化方法。
在 1903年波士頓舉行的美國數學學會會議上，Van Vleck 說：
|  | 當然在帕德之前，函數近似方法的存在是眾所周知的，但是沒有對它們進行系統的檢驗；除了弗羅貝尼烏斯確定了函數與其近似它們之間通常存在的重要關係。 帕德走得更遠，並將各自以最低項表示的近似值排列成一個表格…… |

帕德在他的論文中建立了該表的各種屬性，並在後來的論文進一步發展了這些想法，尤其是 1899年當他研究指數級數時，還有 1901年當他考慮數式（1 + x）m 其中的 m 為非整數時。
完成博士學業後，1893年10月帕德在里爾的 Lycée Faidherbe任教。他繼續研究函數近似方法，並於 1894年出版了他對 Hermite 所研究連分數算法的回顧。所以本文中介紹的函數近似，現稱為 Padé-Hermite函數近似。 在Lycée Faidherbe 任職滿三年後，1897年1月 帕德接替了 Émile Borel 而成為里爾大學的講座教授（Maîtrede Conférences）。1899年，帕德發表了關於帕德函數近似的另一項重要著作：如上所述，他深入研究了指數函數的近似方法。
在里爾大學任職四年後，帕德於 1902年6月前往普瓦捷擔任理論與應用力學教授一職。滿一年後他接受波爾多大學的委任並搬到那裡。1906年他獲得了法國科學院大獎賽，而在同年被任命為波爾多大學的理學院院長。讓我們簡要介紹一下這場大獎賽。巴黎科學院 1906年大獎賽 提出的主題是關於代數連分數的收斂，收到了五份參賽論文，指派了四名論文評審裁判： Émile Picard、保罗·潘勒韦、Poincaré 和 Appell。Émile   Picard 閱讀了兩份提交的論文，其中包括帕德所提出的一份，而其他裁判則分別閱讀了一份其餘三個條目。布雷津斯基寫道：
|  | 帕德的工作包括介紹他之前關於帕德表的結果。他研究了指數函數的收斂問題；這導致他開始研究這種聯繫西爾維斯特關於多項式的公式在 Sturm 定理的應用和理論中的應用持續分數。 |

帕德的貢獻包含兩份有封箋的論文稿。第一份編號為 6614，寫成日期為 1903年2月2日而於 1907年出版的《Annales de l'École Normale Supérieure》。它涉及到滿足差分方程的序列生成函數，發展其連續部份。第二份日期為 1903年6月22日，其中包含一篇題為《研究連續連分數中的某些函數並發展新方法》的論文。五件作品中有三件獲獎，帕德獲得一等獎的一半總獎金，而剰下金額分配給了第二、第三名的提交論文者。這是他大學教職業生涯中達成的顛峰。
到 1908年，帕德寫了41篇論文，其中 29篇論文是連分數和帕德函數近似。儘管他在後來許多的論文中提出了 Padé近似理論；也已經做出了其它重大貢獻，例如出版一本初級代數書，並將德文的 Klein's Erlangen 程序翻譯成法語；然而其他數學家並沒有很快接受Padé近似理論，而在 Borel 將此理論寫於 1901年關於發散級數的書中之後，才確實成名。
帕德在波爾多大學取得了很高的地位，於 1908年離開大學，當時他44歲，成為貝桑松學院最年輕的的校長。對帕德來說這也是很高的成就。1917年他成為第戎學院的校長，從 1923年直到 1934年退休；70歲時的他是 Aix-Marseille 的校長。

## 另見
- 帕德近似